# Technicolour (пісня)
«Technicolor» — це пісня австралійської співачки і композитора Монтень для конкурсу пісні Євробачення-2021 у Роттердамі, Нідерланди, після того, як вона була внутрішньо відібрана Національною мовною службою мовлення (SBS).  Монтень написала пісню разом із автором пісень і продюсером Дейвом Хаммером. Це гіперпоп - гімн для самоповноваження, який завдяки текстам пропагує мужність бути вразливим, проте знаючи, що в різноманітті та спільності людство сильніше. Звуково «Technicolor» переносить слухача в емоційну подорож, коли Монтень заявляє: «змушує тебе плакати, змушує затанцювати, змушує взяти на себе злоякісну корпоративну владу». 

## Конкурс пісні Євробачення

### Внутрішній відбір
2 квітня 2020 року SBS оголосила австралійську співачку і композитора Монтень представником країни на Євробаченні 2021. 

### На Євробаченні
65-е видання Євробачення відбудеться у Роттердамі, Нідерланди, і складатиметься з двох півфіналів 18 травня та 20 травня 2021 року та великого фіналу 22 травня 2021 року  Згідно з правилами Євробачення, всі країни-учасниці, крім приймаючої країни та Великої п'ятірки, що складається з Франції, Іспанії, Італії, Німеччини та Великої Британії, повинні пройти участь у одному з двох півфіналів, щоб змагатися за фінал, хоча 10 найкращих країн від відповідного півфінального прогресу до великого фіналу.   17 листопада 2020 року було оголошено, що Австралія виступить у першій половині першого півфіналу конкурсу. 